# Jaganie

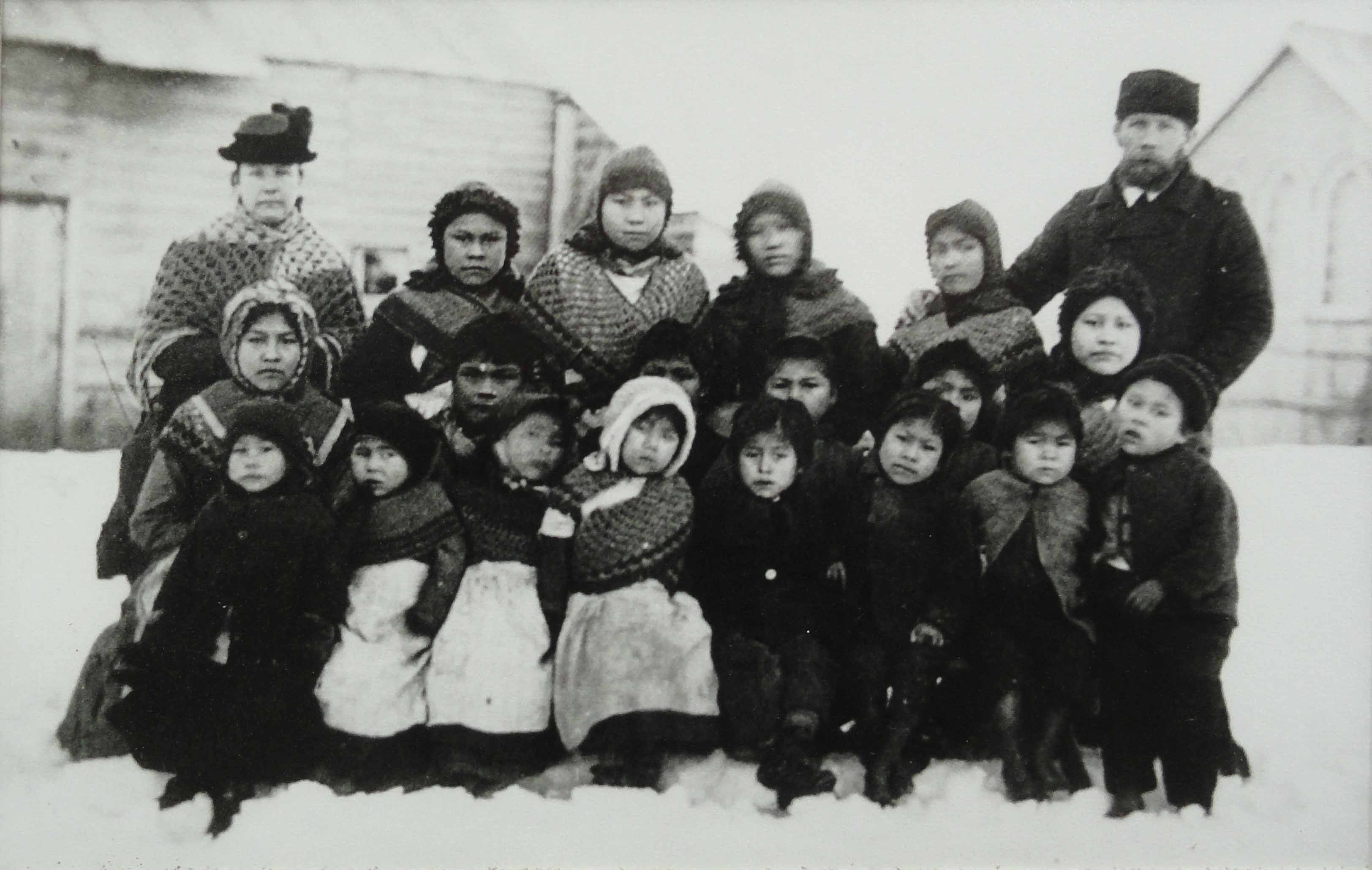

Jaganie, Yamana (także Yagan, Yahgan, Yámana) – plemię rdzennych mieszkańców Ziemi Ognistej.
Dawniej spędzali większość życia w łodziach, polując na wydry morskie i foki, a także łowiąc kraby. Poszukiwali również wyrzuconych na brzeg morski wielorybów. W 2000 roku chilijska komisja do spraw rdzennych ludów oszacowała populację Jaganów na 90–100 osób. Posługiwali się językiem jagańskim, który na przełomie XX i XXI wieku był na skraju wymarcia, z tylko jednym pozostałym przy życiu użytkownikiem. Ponieważ Cristina Calderón była ostatnim żyjącym Jaganem jednolitego etnicznie pochodzenia, szacowano, że cała populacja ludu to jedna osoba. Calderón zmarła 16 lutego 2022.
Plemię zakładało osobliwego rodzaju szkoły szamanistyczne zwane szkołami loima.